# Andrea Meza
Alma Andrea Meza Carmona (Chihuahua, 13 de agosto de 1994), conocida como Andrea Meza, es una modelo, presentadora y ex-reina de belleza mexicana, ganadora del concurso Miss Universo 2020. 
Andrea participó en diferentes concursos de belleza, como Miss México 2017 y Mexicana Universal 2020. Representó a México en Miss Mundo 2017 donde obtuvo el puesto de primera finalista y el título de Miss Mundo América. Andrea es la tercera mexicana en ganar el título de Miss Universo, siendo Lupita Jones la primera en 1991 y Ximena Navarrete la segunda en 2010.
Como dato curioso es la Miss Universo con el reinado más corto en la historia del concurso, terminando su reinado con 210 días (7 meses).

## Biografía
Andrea Meza nació el 13 de agosto de 1994 en la ciudad de Chihuahua, Chihuahua, México. Es egresada de la Universidad Autónoma de Chihuahua como ingeniera en software. En 2018 fue elegida como embajadora de la campaña Ah Chihuahua, en la cual se dedica a promover la imagen del estado por todo el país. Actualmente radica en la ciudad de Miami en donde trabaja como presentadora de televisión para la empresa Telemundo.
En mayo de 2021, inició una relación sentimental con la celebridad de Internet estadounidense, Ryan Antonio Proctor. El 16 de octubre de 2023, se comprometieron en Bryant Park y el 11 de enero de 2025, se casaron en Naples (Florida).

## Concursos de belleza

### Miss Chihuahua 2016
El 24 de agosto de 2016 se llevó a cabo la final de Miss Chihuahua 2016, en el salón 25 de Marzo en el palacio de gobierno de la ciudad de Chihuahua, Chihuahua, en donde Andrea Meza resultó como la ganadora de la noche.

### Miss México 2017
El 14 de octubre de 2016 en la ciudad de Morelia, Michoacán, se llevó cabo la final de Miss México en el Teatro Morelos, donde fueron coronadas; Ana Girault como Miss México 2016 y Andrea Meza como Miss México 2017.

### Miss Mundo 2017
El 18 de noviembre de 2017 en el Sanya City Arena de la ciudad de Sanya, China, se llevó a cabo la final de Miss Mundo 2017 en donde candidatas de más de 100 países compitieron por el título. Al final del evento, Andrea obtuvo la posición de primera finalista y el título de Miss Mundo América.

### Mexicana Universal Chihuahua 2019
El 12 de enero de 2020, mediante una ceremonia privada, Andrea Meza fue anunciada como la nueva Mexicana Universal Chihuahua 2019, coronada por su antecesora Marissa Navarro.

### Mexicana Universal 2020
El 29 de noviembre de 2020 representó a Chihuahua en Mexicana Universal 2020, en la que obtuvo la corona de Mexicana Universal 2020 lo que la hizo la sucesora de Sofía Aragón.

### Miss Universo 2020
Como Mexicana Universal, Meza representó a México en Miss Universo 2020. La final de la competencia se llevó a cabo el 16 de mayo de 2021 en el Seminole Hard Rock Hotel & Casino Hollywood en Hollywood, Florida, luego de ser pospuesta desde el otoño de 2020 hasta mayo de 2021 debido a la pandemia de COVID-19.
Al final de la noche, Andrea fue coronada por Zozibini Tunzi como Miss Universo 2020, convirtiéndose en la tercera mexicana en ganar el concurso de Miss Universo después de Lupita Jones en 1991 y Ximena Navarrete en 2010.
Durante su reinado visitó países como México, Sudáfrica e Israel. Como parte del premio de un patrocinador del Miss Universo pudo viajar en el crucero Carnival Cruise Line junto a Miss USA 2020 Asya Branch y Miss República Dominicana 2020 Kimberly Jiménez por el Caribe a los países de Puerto Rico, The Bahamas y República Dominicana.